# Ribeiroia thomasi
Ribeiroia thomasi är en plattmaskart. Ribeiroia thomasi ingår i släktet Ribeiroia och familjen Psilostomatidae. Inga underarter finns listade i Catalogue of Life.